# Ty Dolla Sign
Ty Dolla Sign (estilizado Ty Dolla $ign ou Ty$), nome artístico de Tyrone William Griffin, Jr. (Los Angeles, Califórnia, 13 de abril de 1985), é um cantor, compositor, rapper e produtor musical norte-americano. Ganhou notoriedade em 2010 ao produzir e compor a música ''Toot It and Boot It'' para a gravadora Def Jam Recordings. Em 2013 o rapper assinou com a gravadora Taylor Gang Records a mesma de Wiz Khalifa. Em 2016 Ty Dolla $ign, colaborou com a girl group Fifth Harmony para lançarem a música Work from Home. Ty disse que o principal motivo para sua colaboração foi devido a sua filha que é fã da girlgroup.

## Biografia
Ty Dolla Sign nasceu em Califórnia. Cresceu em South Los Angeles, ele é filho do músico Tyrone Griffin, membro da banda Lakeside. Ele disse que através do envolvimento de seu pai em Lakeside, ele conheceu cantores como Earth, Wind & Fire e Prince quando criança, o que o levou a amar e se interessar pela música soul. Crescendo no centro-sul de Los Angeles, Ty era um membro de gangue, representando os Bloods, enquanto seu irmão era um Crip.

## Vida pessoal
No início de 2017, a amizade de Ty com a cantora Lauren Jauregui foi ficando cada vez mais próxima e cada vez mais pública, já que em diversas oportunidades, compartilharam fotos juntos em suas redes sociais. Com o lançamento de “In Your Phone”, parceria do rapper com Lauren, ele confirmou em entrevistas que os dois realmente estavam em um relacionamento. No entanto, o namoro chegou ao fim em abril de 2019. Ty Dolla Sign tem uma filha chamada Jailynn Crystal.
Em 10 de dezembro de 2018, foi revelado que Ty enfrentava até quinze anos de prisão em relação às acusações de porte de cocaína e maconha. Essas acusações resultaram de uma parada de trânsito em Atlanta, Geórgia, onde em um carro com várias pessoas, Ty foi o único acusado de drogas por estar próximo a eles. Mais tarde, todas as acusações foram retiradas após a conclusão de um programa de prevenção de drogas.
Em 2020, Ty Dolla Sign endossou formalmente a campanha presidencial do colega rapper e colaborador frequente Kanye West.

## Características musicais

### Estilo Musical e Influências
Seu estilo musical é classificado como rap que combina elementos do hip hop e R&B contemporâneo. Quando perguntado sobre sua maior influência, Ty Dolla Sign respondeu que sua maior influência foi o rapper Tupac, ''Ele é o meu artista favorito de todos os tempos''

## Discografia

### Álbuns de estúdio
- Free TC (2015)
- Campaign (2016)
- Beach House 3 (2017)
- Featuring Ty Dolla Sign (2020)

### Álbuns colaborativos
- MihTy (com Jeremih como MihTy) (2018)
- Cheers to the Best Memories (com Dvsn) (2021)
- Vultures 1 (com Kanye West como ¥$) (2024)
- Vultures 2 (com Kanye West como ¥$) (2024)

## Filmografia

### Cinema
| Ano  | Título                        | Papel                     |
| ---- | ----------------------------- | ------------------------- |
| 2012 | Mac & Devin Go to High School | Fumante de Hemptathalon 1 |
| 2022 | Entergalactic                 | Ky                        |

### Televisão
| Ano       | Título                        | Papel     | Notas                                       |
| --------- | ----------------------------- | --------- | ------------------------------------------- |
| 2015      | Documentary Now!              | Ele mesmo | Episódio: "DRONEZ: The Hunt for El Chingon" |
| 2016-2021 | Insecure                      | Ele mesmo | 2 episódios                                 |
| 2019      | Empire                        | Ele mesmo | Episódio: "My Fate Cries Out"               |
| 2024      | Power Book III: Raising Kanan | Clarence  | Episódio: "Home to Roost"                   |